# José
José (spanisch: [xoˈse], portugiesisch: [ʒo.ˈzɛ]) ist eine spanische und portugiesische Form des männlichen Vornamens Josef.

## Namensträger

### Vorname

#### A
- José Afonso (1929–1987), portugiesischer Liedermacher und Sänger
- José Aguilar Álvarez (1902–1959), mexikanischer Mediziner und Hochschullehrer
- José Americo Bubo Na Tchuto, Militärangehöriger aus Guinea-Bissau
- José Antonio Attolini Lack (1931–2012), mexikanischer Architekt
- José Antonio Nogueira (* 1965), brasilianischer Fußballtrainer
- José María Aznar (* 1953), spanischer Politiker

#### B
- José Barrera (* 1983), chilenischer Fußballspieler
- José Manuel Barroso (* 1956), portugiesischer Politiker
- José Baviera (1906–1981), mexikanischer Schauspieler und Filmregisseur spanischer Herkunft
- José Luis Brown (1956–2019), argentinischer Fußballspieler
- José Bustamante (Fußballspieler, 1907) (1907–??), bolivianischer Fußballspieler
- José Bustamante (Fußballspieler, 1921) (auch José Bustamante Nava; * 1921–?? oder 1922–??), bolivianischer Fußballspieler
- José de Bustamante y Guerra (1759–1825), spanischer Politiker und Seefahrer
- José Luis Bustamante y Rivero (1894–1989), peruanischer Schriftsteller und Politiker, Präsident 1945 bis 1948
- José María Bustamante (1777–1861), mexikanischer Komponist

#### C
- José Cabanis (1922–2000), französischer Jurist und Schriftsteller
- José Luis Calderón Cabrera (1930–2004), mexikanischer Architekt und Hochschullehrer
- José Calasanz (1556–1648), spanischer Ordensstifter
- José Carreras (* 1946), spanischer Sänger
- José Luis Cuevas (1934–2017), mexikanischer Künstler

#### D
- José Desmarets (1925–2019), belgischer Politiker

#### F
- José Federspiel (* 1977), Schweizer Künstler und Musiker, siehe Damos
- José Feliciano (* 1945), puerto-ricanischer Musiker

#### G
- José Gómez (Che Gómez; 1915–1987), argentinischer Fußballspieler und -trainer
- José Gómez (1944–2014), spanischer Radrennfahrer
- José Gómez (1956–2021), mexikanischer Langstreckenläufer
- José Gómez Esparza (1898–1970), mexikanischer Politiker und Diplomat
- José Gómez Mustelier (* 1959), kubanischer Boxer
- José Gómez Ortega (1895–1920), spanischer Stierkämpfer
- José Ángel Gómez Marchante (* 1980), spanischer Radrennfahrer
- José Antonio Gómez y Olguín (1805–1876), mexikanischer Organist, Komponist und Musikpädagoge
- José Antonio Molina Gómez (* 1972), spanischer Althistoriker
- José Figueroa Gómez (* 1946), kolumbianischer Geistlicher, Bischof von Granada en Colombia
- José Gervasio Gómez (* 1949), uruguayischer Fußballspieler
- José Higinio Gómez González (1932–2008), spanischer Geistlicher, Bischof von Lugo
- José Horacio Gómez (* 1951), US-amerikanischer Geistlicher, Erzbischof von Los Angeles
- José de Jesús Gómez (* 1983), mexikanischer Radrennfahrer
- José Luis Gómez (* 1940), spanischer Schauspieler und Regisseur
- José Luís Gómez Ríos, spanischer Dirigent
- José Luis Abajo Gómez (* 1978), spanischer Fechter, siehe José Luis Abajo
- José Luis Viejo Gómez (1949–2014), spanischer Radrennfahrer, siehe José Luis Viejo
- José María Velasco Gómez (1840–1912), mexikanischer Maler
- José Miguel Gómez (1858–1921), kubanischer Politiker, Präsident 1909 bis 1913
- José Miguel Gómez Rodríguez (* 1961), kolumbianischer Geistlicher, Erzbischof von Manizales
- José Natividad González Parás (* 1949), mexikanischer Politiker

#### H
- José Huentelaf (* 1989), chilenischer Fußballspieler

#### J
- José Jaspe Rivas (1906–1974), spanischer Schauspieler
- José Justicia (* 1989), spanischer Dartspieler

#### L
- José P. Laurel (1891–1959), philippinischer Politiker, Staatspräsident
- José Lima (1972–2010), dominikanischer Baseballspieler
- José Loiola (* 1970), brasilianischer Beachvolleyballspieler
- José López Lira (1892–1965), mexikanischer Jurist und Politiker (PRI)
- José Lutzenberger (1926–2002), deutsch-brasilianischer Ökologe, Umweltaktivist und Politiker

#### M
- José Natividad Macías (1857–1948), mexikanischer Jurist, Hochschullehrer und Politiker
- Jose Madera (1911–2001), US-amerikanischer Jazzmusiker
- José de Madrazo y Agudo (1781–1859), spanischer Maler
- José Mauri (* 1996), italienisch-argentinischer Fußballspieler
- José de Jesús Méndez, mutmaßlicher mexikanischer Drogenbaron
- José Miracca (1903–?), paraguayischer Fußballspieler
- José Mourinho (* 1963), portugiesischer Fußballtrainer
- José Mujica (1935–2025), uruguayischer Politiker

#### N
- José Ramón Narro Robles (* 1948), mexikanischer Mediziner, Hochschullehrer und Politiker
- José Nehin (1905–1957), argentinischer Fußballspieler
- José Carlos Cracco Neto (* 1994), brasilianischer Fußballspieler
- José Neto (José Pires de Almeida Neto; * 1954), brasilianischer Jazzgitarrist
- José d’Angelo Neto (1917–1990), brasilianischer Geistlicher, Erzbischof von Pouso Alegre
- José Freire de Oliveira Neto (1928–2012), brasilianischer Geistlicher, Bischof von Mossoró
- José de Lanza Neto (* 1952), brasilianischer Geistlicher, Bischof von Guaxupé
- José Sebastião Neto (1841–1920), portugiesischer Geistlicher, Patriarch von Lissabon

#### P
- José Moreno Periñan (* 1969), spanischer Radsportler
- José Joaquín Moreno Verdú (* 1975), spanischer Fußballspieler, siehe Josico
- José Miguel Moreno, spanischer Lautenist und Gitarrist
- José María Pazo (* 1964), kolumbianischer Fußballspieler
- José Pékerman (* 1949), argentinischer Fußballspieler und -trainer
- José Pérez (1897–1920), uruguayischer Fußballspieler
- José Pérez Francés (1936–2021), spanischer Radrennfahrer
- José Pérez Pérez (* 1963), spanischer Offizier
- José Pérez Serer (* 1966), spanischer Fußballspieler
- José Antonio Pérez Sánchez (1947–2020), mexikanischer Ordensgeistlicher
- José de Jesús María Uriarte y Pérez (1824–1887), mexikanischer Geistlicher, Bischof von Sinaloa
- José Joaquín Pérez (1801–1889), chilenischer Politiker
- José Luis Pérez Caminero (* 1967), spanischer Fußballspieler, siehe José Luis Caminero
- José Luis del Palacio y Pérez-Medel (* 1950), spanischer Geistlicher, Bischof von Callao
- José Luján Pérez (1756–1815), spanischer Bildhauer
- José Mazuelos Pérez (* 1960), spanischer Geistlicher, Bischof der Kanarischen Inseln
- José Ramón Navarro Pérez (* 1971), spanischer Biathlet
- José Ricardo Pérez (* 1963), kolumbianischer Fußballspieler und -trainer
- José Trinidad Medel Pérez (1928–2017), mexikanischer Geistlicher, Erzbischof von Durango

#### R
- José Rizal (1861–1896), philippinischer Schriftsteller

#### S
- José Salerno (1914–1984), argentinischer Fußballspieler und -trainer
- José Salomé Piña (1830–1909), mexikanischer Maler
- José Santa (* 1970), kolumbianischer Fußballspieler und -trainer
- José Saramago (1922–2010), portugiesischer Schriftsteller
- José Sarukhán Kermez (* 1940), mexikanischer Biologe und Hochschullehrer
- José Aurelio Suárez (* 1995), spanischer Fußballtorwart

#### U
- José de Udaeta (1919–2009), Flamenco-Tänzer, Choreograph und Kastagnetten-Spieler spanischer (d. h. katalanischer) Herkunft

#### V
- José Mauro de Vasconcelos (1920–1984), brasilianischer Schriftsteller
- José María Velasco Gómez (1840–1912), mexikanischer Maler

#### Y
- José Yates (* 1972), chilenischer Fußballspieler

### Familienname
- Ana José (* 1962), angolanischer Politiker (MPLA)
- Ana José Tima (* 1989), dominikanische Hoch- und Dreispringerin
- Antonio José (* 1995), spanischer Popsänger aus der Provinz Córdoba
- Carmen José (* 1991), spanische Künstlerin
- Edward José (1865–1930), belgischer Regisseur
- F. Sionil José (1924–2022), philippinischer Schriftsteller
- Herman José (* 1954), portugiesischer Schauspieler und Komiker deutscher Herkunft
- João José (* 1978), portugiesischer Volleyballspieler
- José José (1948–2019), mexikanischer Sänger